# 星空のむこうの国
『星空のむこうの国』（ほしぞらのむこうのくに）は、小林弘利による日本のライトノベル。集英社文庫コバルトシリーズ（集英社）より1984年11月に刊行された。
1986年には監督・小中和哉による映画が公開された。なお、小林のあとがきによれば、小中から映画化を前提として執筆を依頼されたとのこと。

## ストーリー
冒頭「まだ出会っていない恋人たちへー」とのテロップが映る。11月、シリウス座流星群がまもなく降り注ぐ頃、高校生の昭雄は、交通事故で頭を強く打ってからというもの、一週間の間、何かを訴えるかのような眼差しで見つめる少女の夢を、毎晩のように見るようになった。ある日、夢に見た少女を電車の車窓から見かけた昭雄は駅のホームで彼女を捕まえる。振り向いた少女は昭雄に抱きつき涙を流すが、降車客にまぎれていなくなってしまう。
昭雄が帰宅してみると、部屋には自分の遺影が置かれていた。なぜか彼は一週間前の事故で死亡し、葬儀が行われていたことになっていた。わけも分からぬまま、昭雄は親友の尾崎を見つけて声をかける。驚愕した尾崎は、この世界が、昭雄が元々いた世界とは異なるパラレルワールドであると推理する。そしてこの世界では、夢の中の少女が理沙という名前であり、この世界の死んだ昭雄のガールフレンドだったことを知る。昭雄は理沙の入院する病院を訪ねる。ふたりが生前シリウス流星群を見ようと約束していたことを知った昭雄は、理沙を病院から連れ出し彼女の夢を叶える。
その翌朝、理沙は昭雄と尾崎の会話を耳にし、昭雄が自分の愛した昭雄とは別の人間だと悟る。彼女の容態は悪化し、かけつけた昭雄やクラスメイトたちの見守るなか息をひきとる。すると、昭雄の姿も消えた。目を覚ますと昭雄は病院で治療を受けていた。交通事故を起こした日に戻っていたのだ。病院の待合室で、昭雄がシリウス座流星群を特集した雑誌を読んでいると、弟の見舞いに来た理沙に「星がお好きなんですか？」と声をかけられる。それが二人の初めての出会いだった。             

## 登場人物
昭雄（あきお）
ごく普通の高校二年生。趣味は天体観測。いつものように学校に向かう途中でトラック事故に巻き込まれるが、奇跡的に軽傷で済む。しかしその日から、夢で見知らぬ少女と会い続け、やがて彼女のいるパラレルワールドへ行く事になる。
理沙（りさ）
並行世界での昭雄の恋人。新しい血が体内で生成されない難病にかかり、余命いくばくもなかった。入院していた病院に、昭雄が偶然妹の見舞いに訪れたことで知り合い、同じ趣味＝天体観測から話が弾む。
その世界では、昭雄はトラック事故で死亡してしまった。その事実を受け入れる事ができなかった彼女の『思い』が、やがて“もう一つの世界”（我々のいる側の世界）の昭雄を呼び寄せることになる。
尾崎
昭雄の友人。SFマニアだが、ロマンチストの昭雄とは対照的で現実主義者。並行世界から突然飛ばされてきた昭雄の存在に驚くが、すぐに持ち前のSF知識で事態を察知し、二人の『約束』を実現させようと奔走する。
上田
理沙の主治医。

## 既刊一覧
- 小林弘利 『星空のむこうの国』 集英社〈集英社文庫コバルトシリーズ〉、1984年11月15日第1刷発行、ISBN 4-08-610709-0

## 映画

### 1986年版

#### キャスト（1986年版）
- 森昭雄：神田裕司[1]
- 理沙：有森也実[1]
- 尾崎：関顕嗣[1]
- 上田：木村善孝[1]
- 圭子：岡部美鈴[1]
- 美知：藤掛聖子[1]
- 努：吉田篤郎[1]
- 拓郎：神藤光裕[1]
- 夏美：寺田久美
- 友人A：佐野智子
- 友人B：草野厚子
- まりの少女：茂木香織
- 酒屋：牛山真一
- 用務員：岸野雄一
- 昭雄の父：桜井英一（声の出演）
- 南田医局長：泉大助[1]
- 商店街通行人：黒沢清、赤坂大輔、丹羽多聞

#### スタッフ（1986年版）
- 監督・編集：小中和哉[1]
- 助監督：神藤光裕[1]、角田亮[1]、中平勝之[1]
- 脚本：小林弘利[1]
- 製作：三浦大四郎[1]、小中和哉[1]
- 企画：一瀬隆重[1]、鈴木一[1]
- プロデューサー：浜田耕作[1]
- 特撮監督：河村豊[1]
- 撮影：瓜生敏彦[1]
- 証明：片山竹雄[1]、及川一郎[1]、塩田明彦[1]
- 美術：角田亮[1]
- 音楽：木住野佳子[1]、村井俊夫[1]
- 製作：文芸坐[1]、パラレル・ワールド[1]
- 配給：松竹[1]

#### 映画の解説
- 自主制作映画界で活躍していた小中の商業映画監督デビュー作。若手映像作家の助成を目的として池袋文芸坐が出資している[2]。
- 本作はNHKの少年ドラマシリーズをオマージュしており、『少年ドラマシリーズ THE MOVIE』と銘うたれて宣伝された[2][3]。
- 映画では、シーンによってモノクロとカラーが切り替わっている。この点については、現実世界がモノクロ、平行世界がカラーとも解釈できるが、後に監督の小中がDVDのコメンタリーにおいて「昭雄にとって、理沙が存在していない世界はモノクロ、存在している世界がカラー」であると解説している。ラストで現実世界に戻ったにもかかわらず、最後に画面がカラーになるのはそのせいであるという。
- スタッフは、小中の成蹊高校及び立教大学での自主映画の仲間が中心である。撮影監督は直近に『ドレミファ娘の血は騒ぐ』を手がけた瓜生敏彦が担当。同作を監督した黒沢清も通行人役で出演している。他にも、後に映画監督となる篠崎誠と佐野智樹がクラスメイト役で参加している。
- 低予算のため自作のオプチカル・プリンターを使用している[2]。
- 映画評論家の寺脇研は、キネマ旬報誌上で「少女がしみじみ美しい」「大林の尾道三部作でもなしえなかったこと」と絶賛した。
- 有森也実の映画デビュー作にあたる。次作の『キネマの天地』がデビュー作として紹介されることがあるが、実際には、制作も公開も、こちらの方が早い。
- 出資元の池袋文芸坐をはじめ全国の映画館で公開されたが、小規模にとどまった。名画座や自主上映会等で取り上げられる機会も少なく、ビデオも絶版となり、久しく「幻の映画」だった。1999年ごろからCSや地上波テレビの深夜枠で放映されるようになり、それを見た者の中から熱烈なファンが現れ、2002年になってDVDが発売された。しかし、このDVDも絶版となり、鑑賞が難しい状態となっている。
- 「SFマガジン」2017年10月号「オールタイム・ベストSF映画総解説」に選出された。作品解説は風野春樹が担当。

#### 映像ソフト
- 公開から23日後にVHSとBETAIIが発売された[3]。
- 1992年によみうりテレビで放送されたテレビドラマ『夢を追いかけて』と同時収録[3]。2002年4月25日にパイオニアLDCよりDVDが発売された[3]。

### 2021年版
2020年に小中自身によるセルフリメイクの製作が発表され、2021年7月16日に公開。主演は鈴鹿央士。
エイベックス・ピクチャーズとプロダクション・アイジーが製作幹事を務める映画実験レーベル「Cinema Lab」の第2弾作品。

#### キャスト（2021年版）
- 森昭雄：鈴鹿央士[4]
- 坂口理沙：秋田汐梨[6]
- 尾崎誠：佐藤友祐（lol）[6]
- 賀村愛弓：伊原六花[6]
- 今井圭子：福田愛依[6]
- 森夏美：平澤宏々路[4]
- 松戸瞳：高橋真悠[4]
- 上田聡：川久保拓司[4]
- 坂口恭子：有森也実[6]

#### スタッフ（2021年版）
- 監督：小中和哉[6]
- 原作・脚本：小林弘利
- 音楽：木住野佳子[6]
- 主題歌：lol「2 your world」（avex trax）[7]
- 製作：勝股英夫（エイベックス・ピクチャーズ）、石川光久（Production I.G）
- エグゼクティブプロデューサー：西山剛史[6]、伊藤整[6]
- 企画・プロデュース：穀田正仁[6]、稲葉もも[6]
- プロデューサー：内部健太郎[6]、関顕嗣[6]
- 協力プロデューサー：小中明子[6]
- ラインプロデューサー：三好保洋[6]
- 撮影：高間賢治[6]
- 照明：上保正道[6]
- 録音：臼井勝[6]
- 美術：中谷暢宏[6]
- 衣装：天野多恵[6]
- ヘアメイク：さいとうあやこ[6]
- 助監督：小原直樹[6]
- 編集：松木朗[6]
- キャスティング：岩瀬恵美子[6]
- 特殊視覚効果：泉谷修[6]
- VFX：佐野和信[6]
- 配給：エイベックス・ピクチャーズ[6]
- 制作プロダクション：FREBARI[6]
- 製作：映画「星空のむこうの国」製作委員会[6]（エイベックス・ピクチャーズ、Production I.G、清栄コーポレーション、ポニーキャニオン）